# Bernd Gentges
 (décembre 2019).
Si vous disposez d'ouvrages ou d'articles de référence ou si vous connaissez des sites web de qualité traitant du thème abordé ici, merci de compléter l'article en donnant les références utiles à sa vérifiabilité et en les liant à la section « Notes et références ».
Bernd Gentges, né le 12 octobre 1943 à Bütgenbach est un homme politique belge germanophone, membre du PFF.
Il est licencié en philologie germanique.

## Carrière politique
- 1974-1979 : membre du conseil germanophone
- 1977-1989 : échevin de la ville d'Eupen
- 1984-1990 : chef de groupe PFF au parlement germanophone
- 1983-1991 : président du PFF
- 1990-1995 : ministre de l'enseignement, formation, culture, jeunesse et recherche scientifique (communauté germanophone)
- 1995-1999 : vice-président du parlement germanophone
- 1999-2004 : ministre de l'enseignement, formation, culture et tourisme (communauté germanophone)
- 2004-     : vice-ministre président de la communauté germanophone